# Iglesia de Santiago (Wetherby)
La iglesia de San James de Wetherby (St James' Church), en el condado de Yorkshire del Oeste, es la iglesia más antigua de Inglaterra. 

## Historia
La iglesia fue construida en 1839.

## Galería

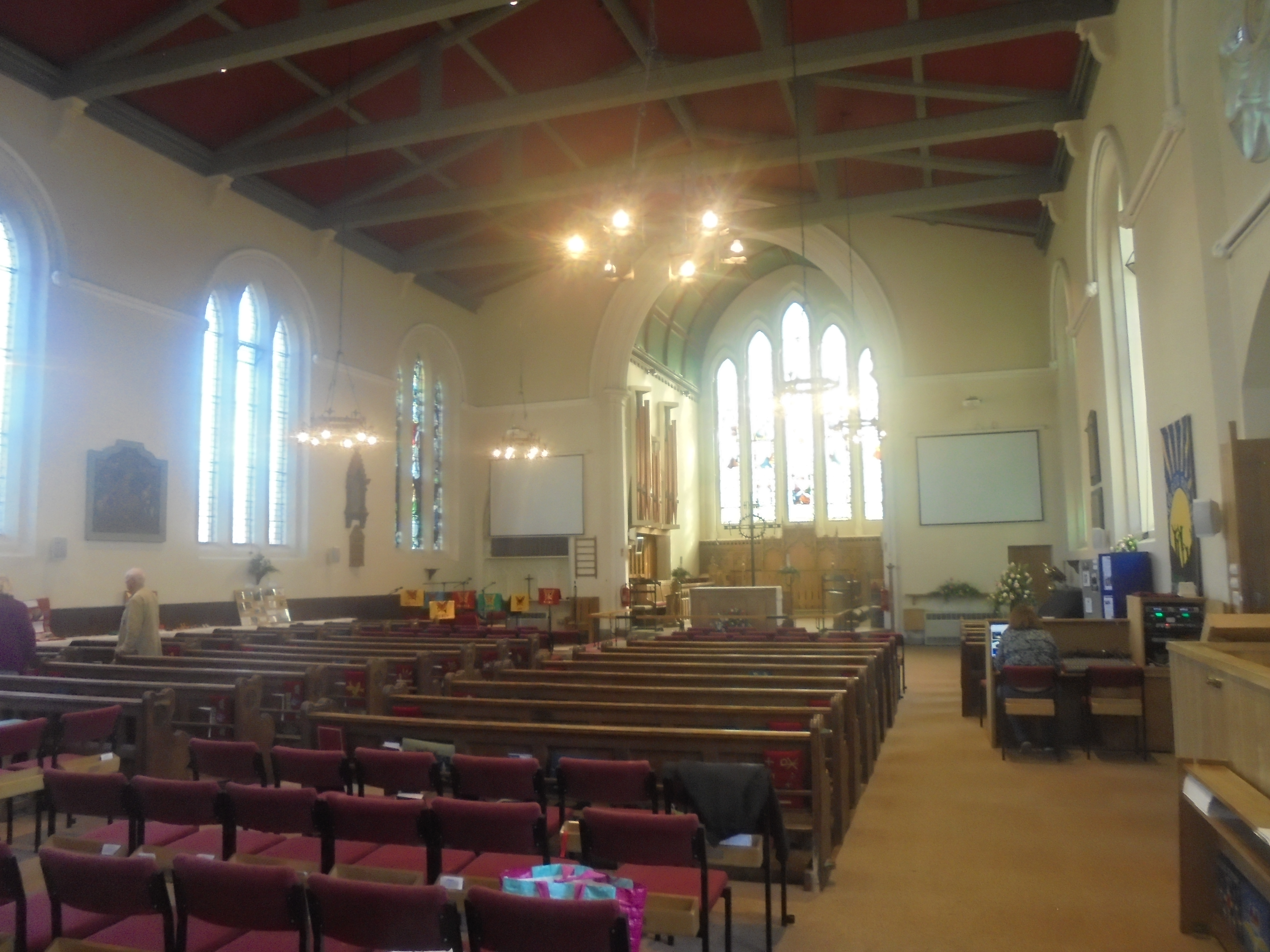
interior
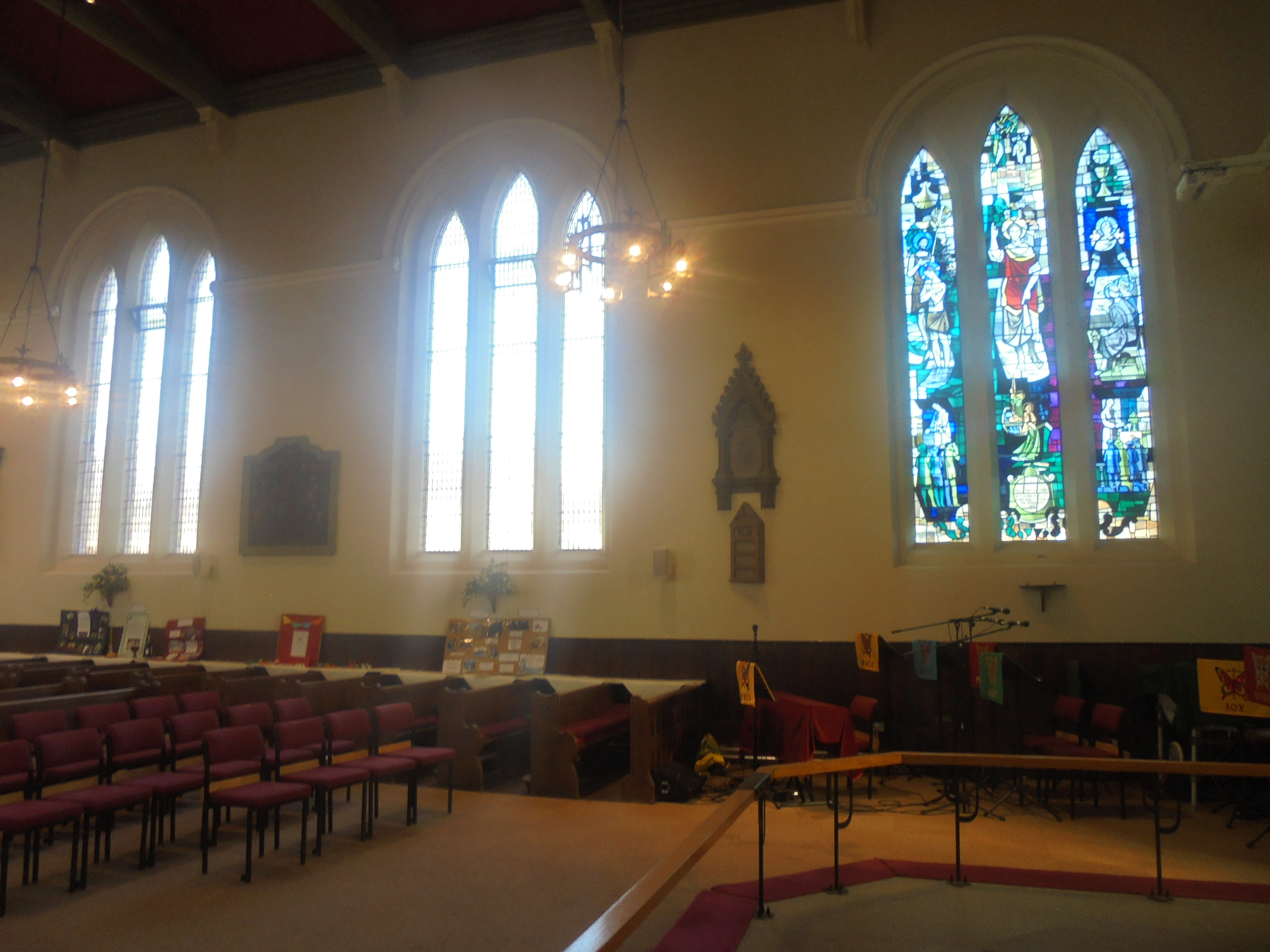
ventana
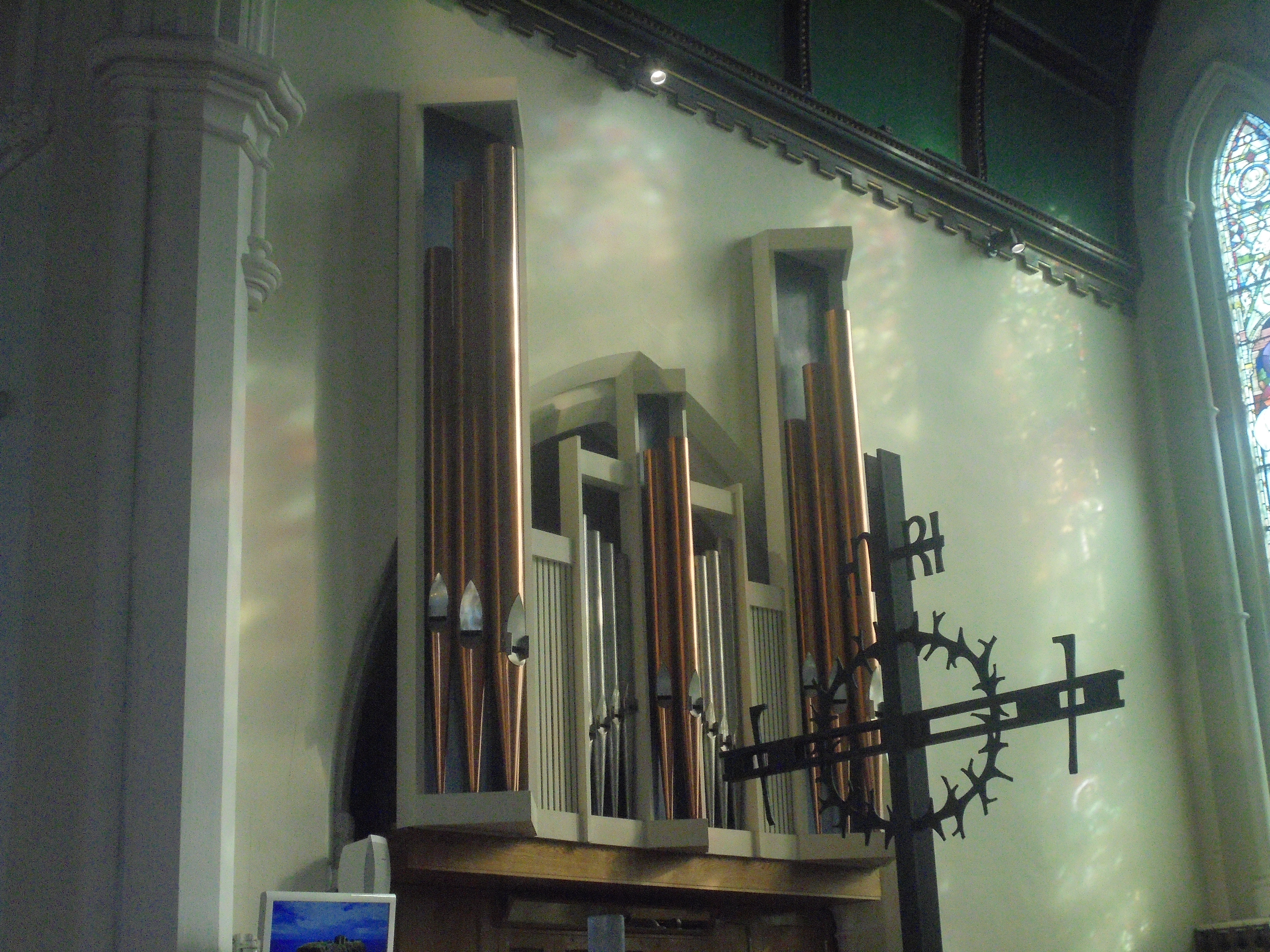
órgano de tubería
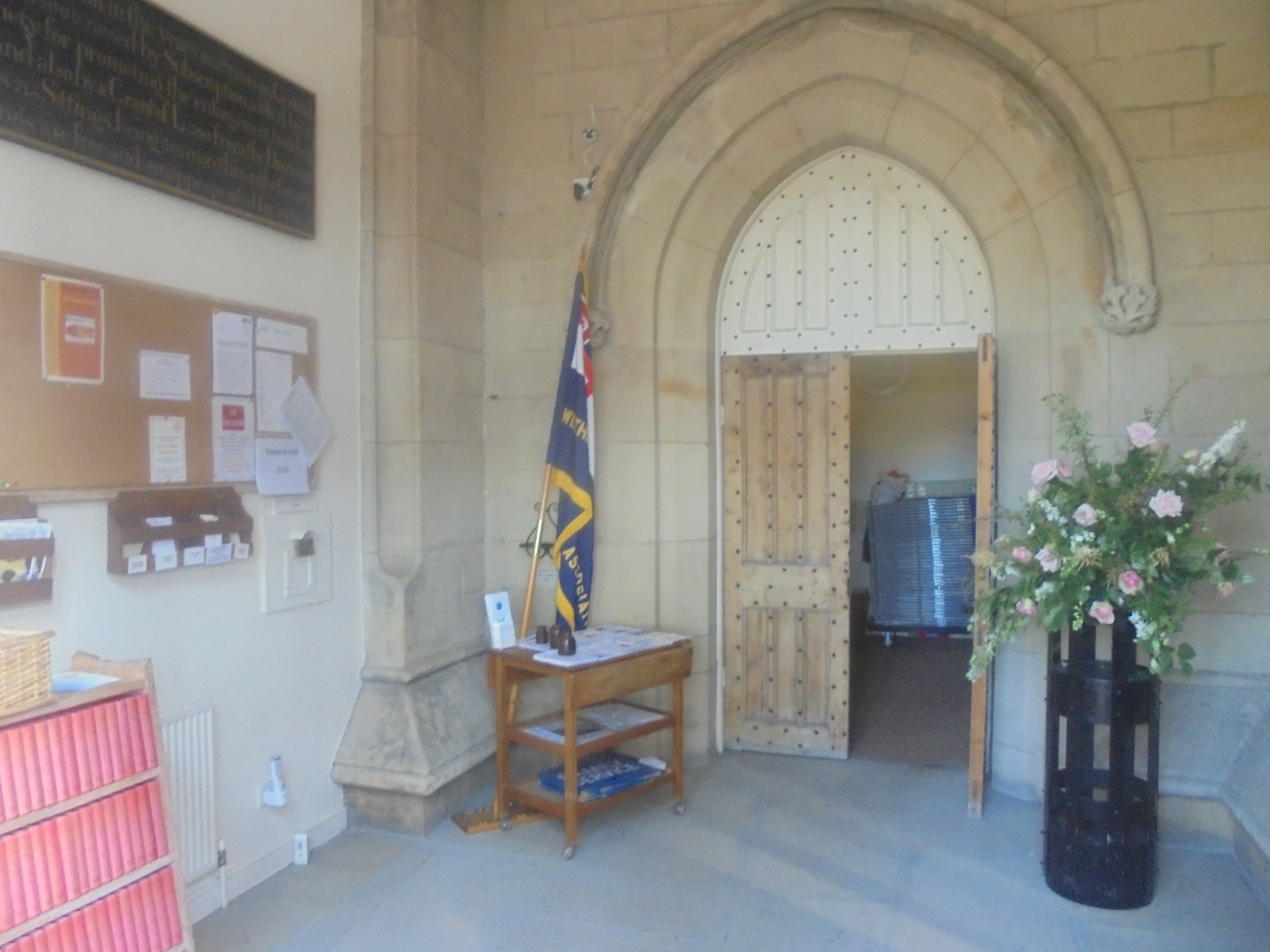
porche